# Состорикс, Коллин
Коллин Состорикс (англ. Colleen Sostorics; род. 17 декабря 1979, Кеннеди, Саскачеван) — канадская хоккейная защитница и тренер. Трёхкратная олимпийская чемпионка 2002, 2006 и 2010 годов, трёхкратная чемпионка мира.

## Биография
Родилась 17 декабря 1979 года в семье Лэнни Состорикса и его супруги Джейн. У Коллин есть брат Марк.
Она начинала свою хоккейную карьеру в родном Кеннеди, где выступала за команду юношей до 17 лет. В 1996 году была избрана капитаном команды. В составе сборной провинции Саскачеван была участником Канадских зимних игр (1995) и национального чемпионата (1997). В юности также увлекалась футболом и фастболом. В 1997 году она победила в провинциальных соревнованиях во всех трёх видах спорта.
В 1997 году Состорикс перебралась в Калгари и поступила в местный университет (экономический факультет). С 1999 года выступала за команду «Калгари Овал Экстрим» в Западной женской хоккейной лиге (WWHL) и Национальной женской хоккейной лиге. Становилась победителем Национальной лиги в сезонах 2002/03 и 2003/04, Западной лиги в сезонах 2004/05, 2005/06, 2006/07, 2007/08, обладательницей Кубка Эбби Хоффман (2001, 2003, 2007).
В 2003 году стала чемпионкой Канады по регби в составе команды Альберты.
Играла за молодёжную сборную Канады. В 2002 году Коллин Состорикс была вызвана в состав национальной сборной для участия в Олимпийских играх в Солт-Лейк-Сити. На турнире канадки выиграла золотые награды, а сама хоккеистка отметилась двумя голевыми передачами. Благодаря этой победе в честь Коллин была названа одна из улиц, на ее родине в Кеннеди.
С сезона 2013/14 работает ассистентом главного тренера Сары Ходжес в команде Университета Реджайны. Введена в Канадский олимпийский зал славы (2012), Зал хоккейной славы Саскачевана (2016), Зал спортивной славы Саскачевана (2019).